# المرجة (ابليدة)
المرجة هي إحدى مشيخات المملكة المغربية، تتبع جغرافيا لإقليم زاكورة وإداريًا لابليدة. يقدر عدد سكانها بـ 4860 نسمة حسب الإحصاء الرسمي للسكان والسكنى لسنة 2004.